# Риџланд (Јужна Каролина)
Риџланд (енгл. Ridgeland) град је у америчкој савезној држави Јужна Каролина.

## Демографија
По попису из 2010. године број становника је 4.036, што је 1.518 (60,3%) становника више него 2000. године.
| Група             | 2000.         | 2010.         |
| Белци             | 1.061 (42,1%) | 1.345 (33,3%) |
| Афроамериканци    | 1.238 (49,2%) | 2.067 (51,2%) |
| Азијати           | 19 (0,8%)     | 21 (0,5%)     |
| Хиспаноамериканци | 192 (7,6%)    | 609 (15,1%)   |
| Укупно            | 2.518         | 4.036         |